# Negrelliho viadukt

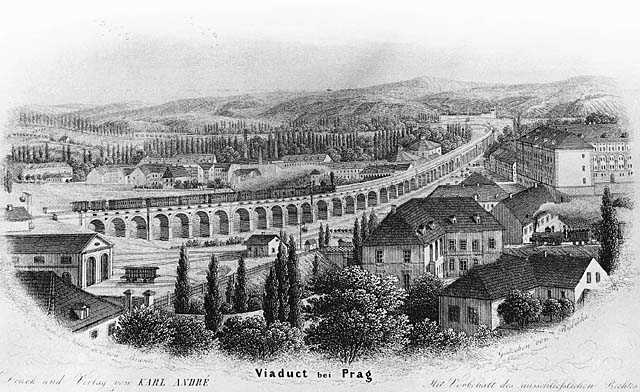
Karlínský viadukt v 19. století

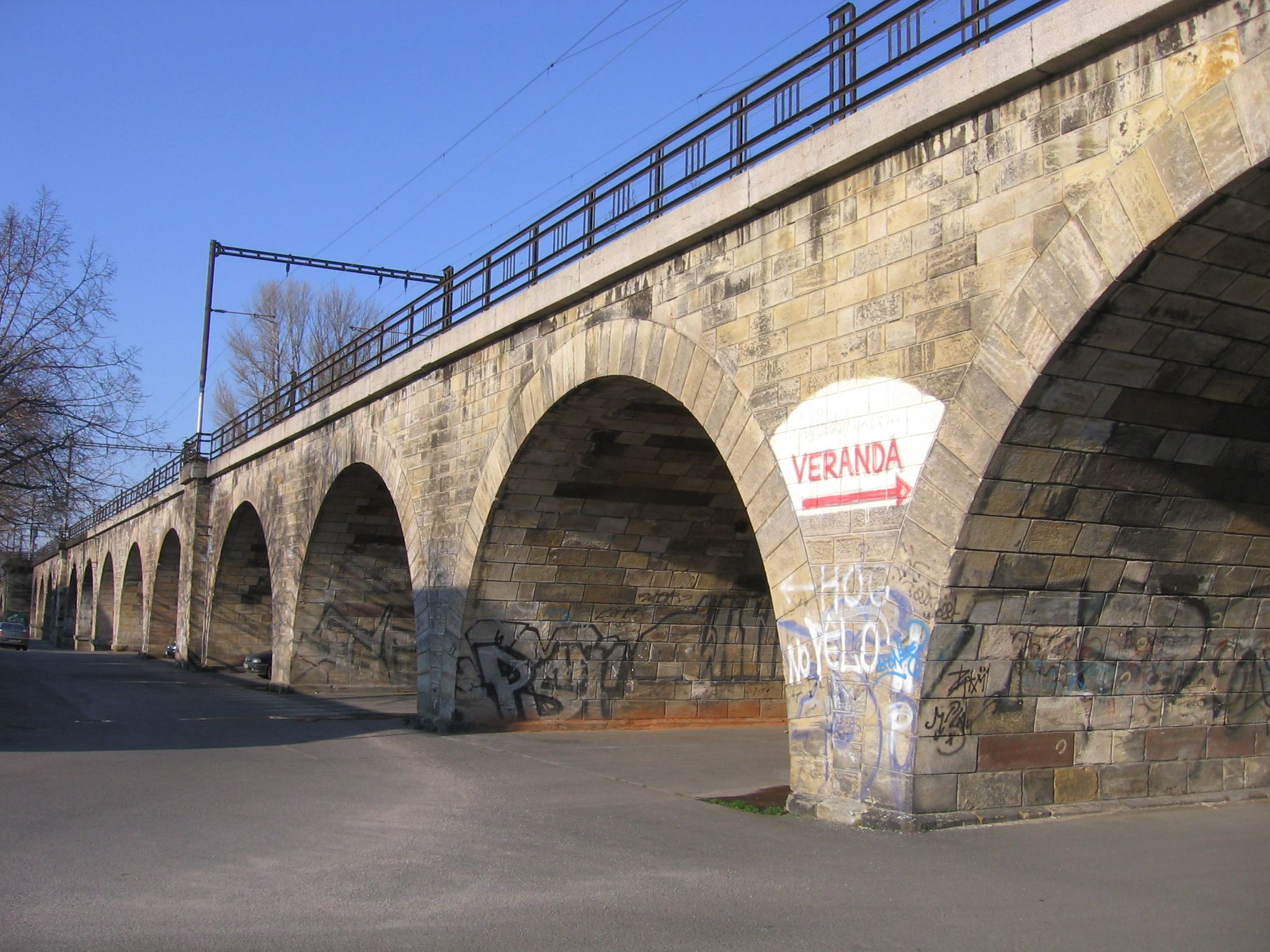
Viadukt na ostrově Štvanice

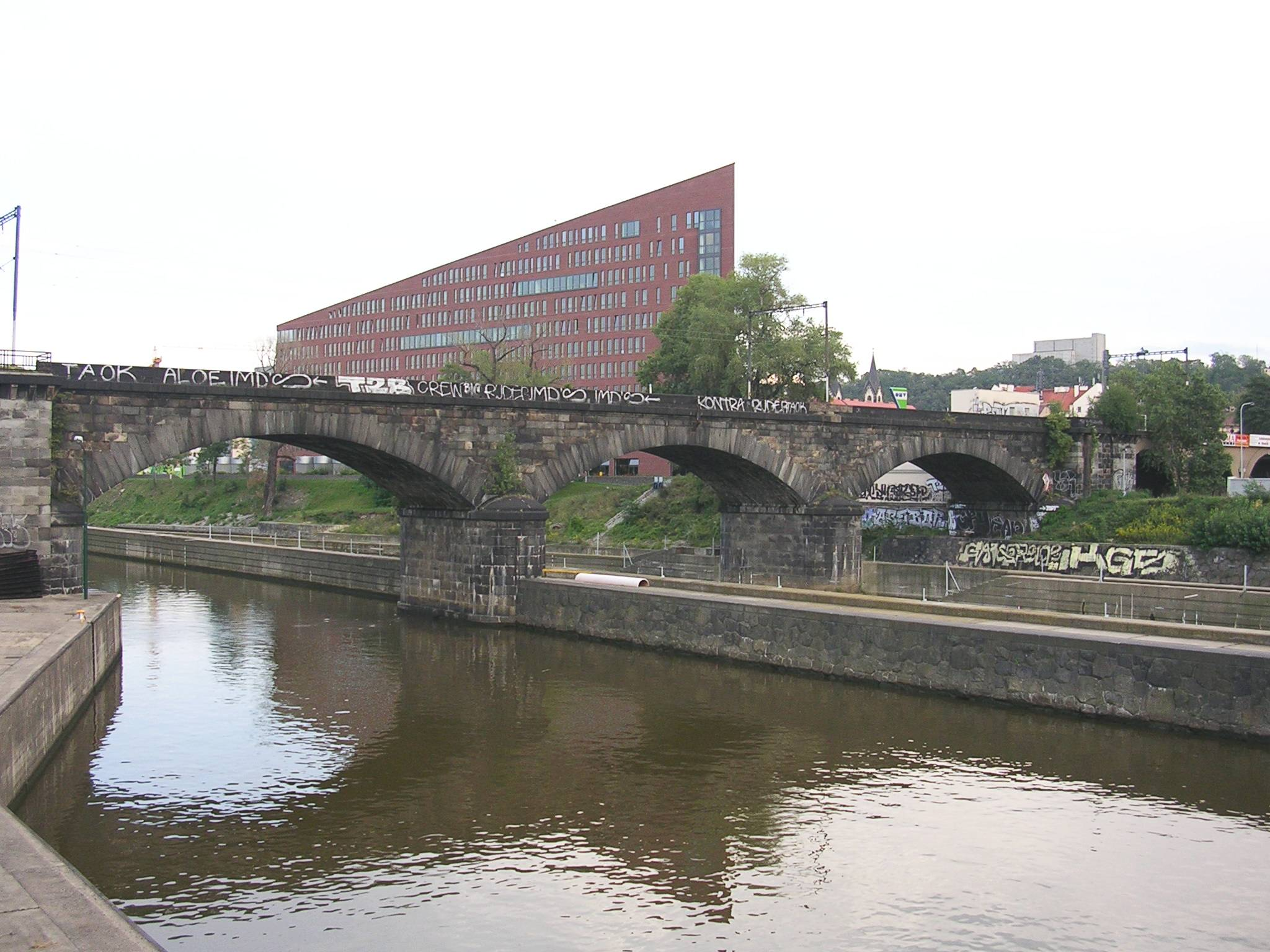
Viadukt nad pravým ramenem Vltavy

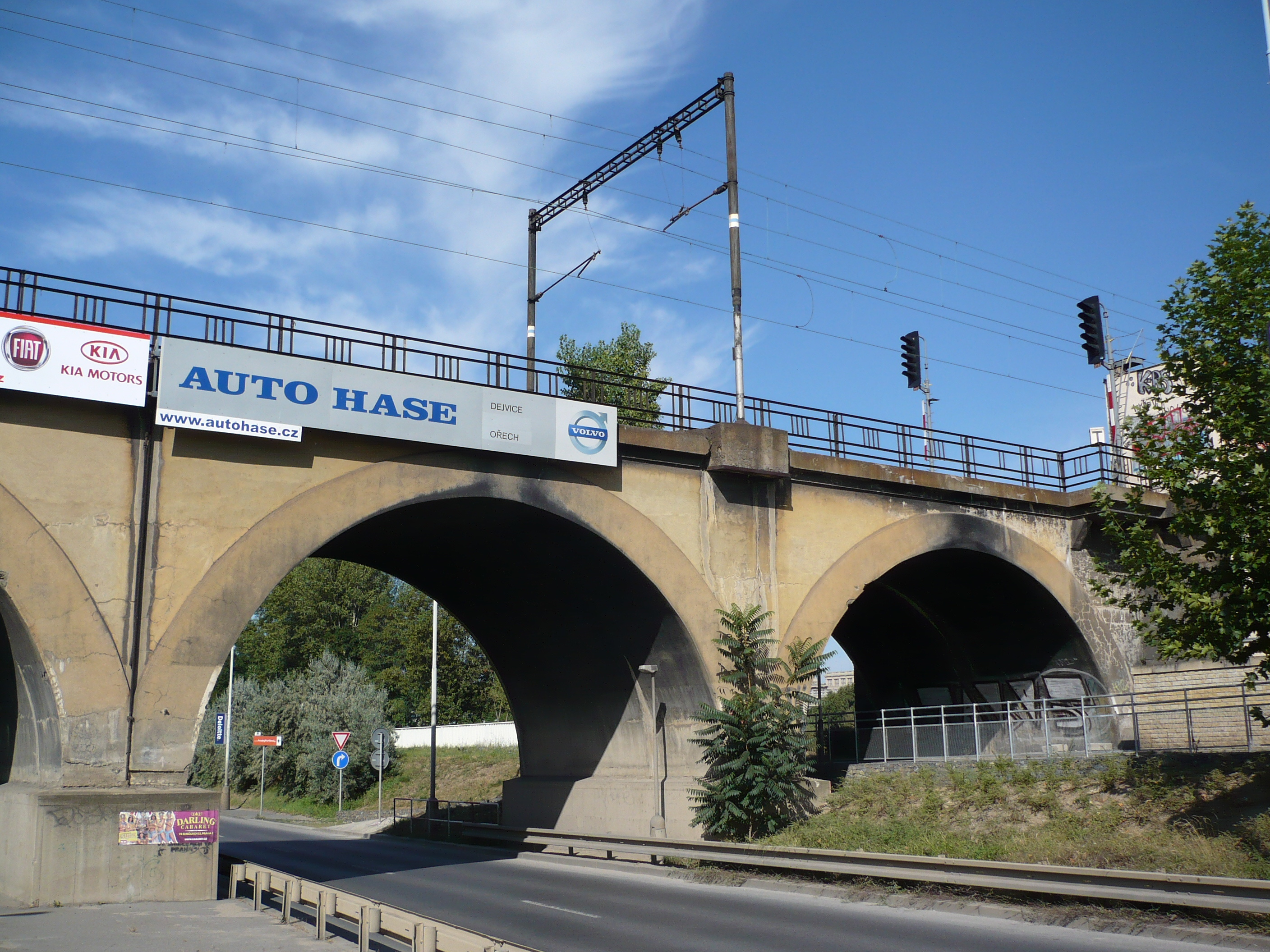
Viadukt v místě, kde pod ním vedla trať na nádraží Praha-Těšnov; jsou patrné stopy po provozu parních lokomotiv

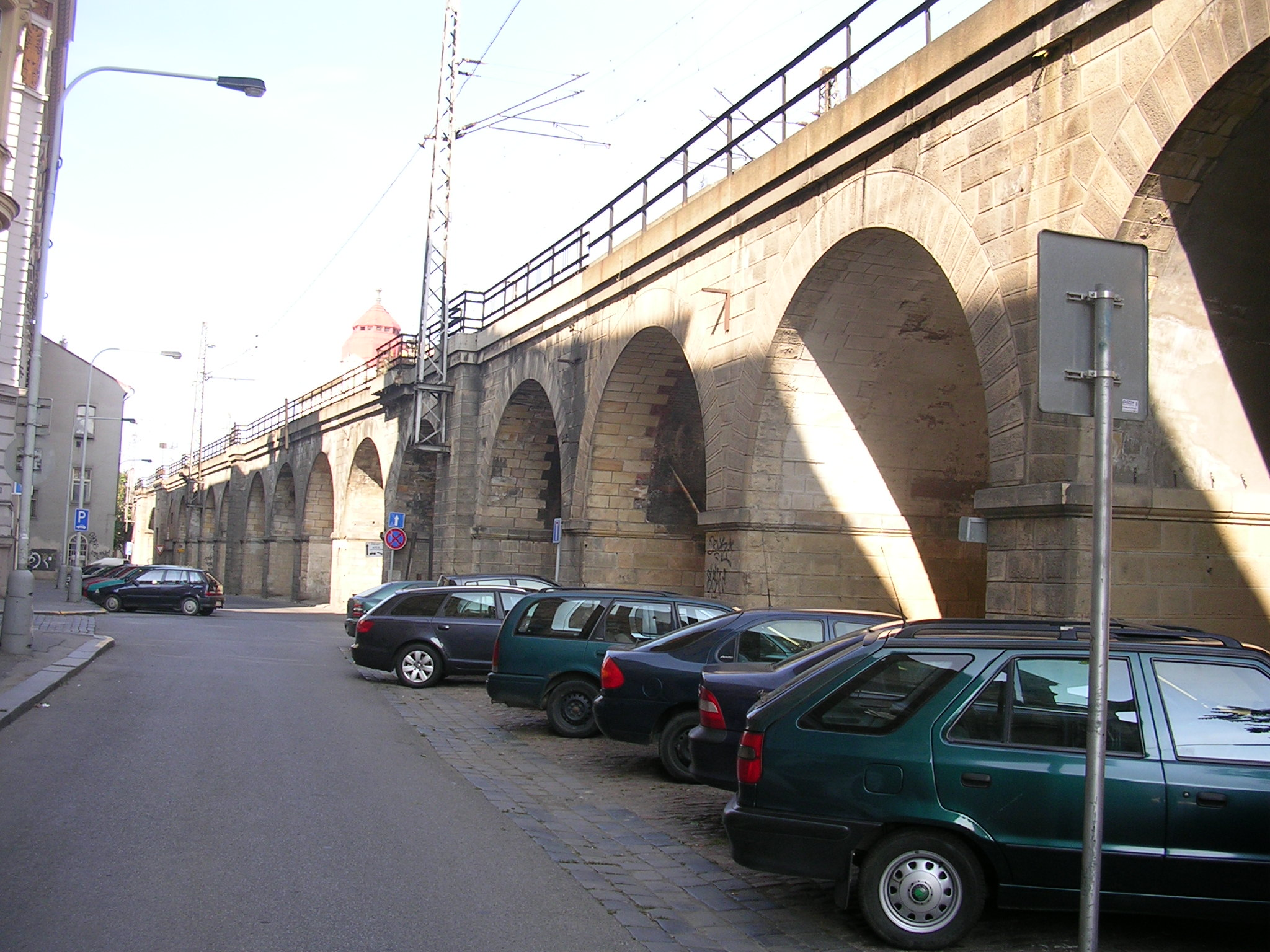
Viadukt v ulici Prvního pluku

Negrelliho viadukt (nazývaný též Karlínský viadukt, dříve obecně viadukt Společnosti státní dráhy) je železniční most přes Vltavu a viadukt v Karlíně, který spojuje Masarykovo nádraží v Praze přes ostrov Štvanici s Bubny, pojmenovaný po svém staviteli Aloisi Negrellim. Je historicky prvním pražským železničním mostem a druhým nejstarším dochovaným pražským mostem přes Vltavu, třináctým v pořadí po proudu Vltavy. S délkou 1120 m je nejdelším železničním a celkově čtvrtým nejdelším mostem v Česku. Do roku 1910 byl nejdelším mostem Evropy a dosud je to nejdelší železniční most ve střední Evropě.
Začátek viaduktu leží v části Nového Města spadající do Prahy 8. Nad autobusovým nádražím Florenc tvoří hranici mezi Novým Městem a Karlínem, pak pokračuje územím Karlína přes vltavský ostrov Štvanice do bubenské části Holešovic.

## Historie mostu

### Příprava a výstavba
Karlínský viadukt byl postaven jako součást drážďanské větve projektu Severní státní dráhy Olomouc–Praha–Drážďany, o jejíž stavbě rozhodlo ředitelství státních drah v roce 1842. Most byl budován od jara roku 1846, dokončen roku 1849 a uveden do provozu 1. června 1850. Po svém dokončení měl 87 kamenných oblouků, z toho:
- 8 žulových segmentových oblouků nad rameny řeky (25,29 m),
- 1 pískovcový segmentový oblouk (11,30 m) a 2 průchody pro pěší (nad dnešní Sokolovskou ulicí),
- 76 pískovcových půlkruhových oblouků o rozpětí 6,39 až 10,75 m.

Most je dlouhý 1110 metrů; do roku 1910 byl nejdelším mostem Evropy. Šířka mostovky mezi kamenným zábradlím je 7,6 m. Negrelliho viadukt je zapsán ve Státním seznamu nemovitých kulturních památek.
Stavba měla být svěřena Janu Pernerovi, který již vedl stavbu trati mezi Olomoucí a Prahou. Spolupůsobil při navrhování trasy do Drážďan a zřejmě navrhl i současné vedení Negrelliho viaduktu; při nehodě však zemřel. Proto stavbu řídil inženýr Alois Negrelli.
Dodavatelem byly firmy bratří Kleinů a Vojtěcha Lanny. Stavební náklady činily jeden a půl milionu zlatých. Most byl budován nad tehdy ještě neregulovanou řekou. Materiál byl přivážen po vodě z Kamýka nad Vltavou a opracováván na místě. Žula byla těžena v Schwarzenberském lomu, který je dnes zatopen Orlickou přehradní nádrží. Na stavbě pracovalo až 3000 dělníků různých národností. Při stavbě byly poprvé ve větší míře použity parní zvedací stroje.
Ve světovém měřítku šlo o ojedinělou stavbu, mnohde se v té době stavěly obdobné mosty ještě ze dřeva.

### Provoz mostu a stavební úpravy
Teprve později jej obklopily domy až k těsné blízkosti. Volná místa pod mostními oblouky byla s rostoucím průmyslem zaplněna řemeslnickými dílnami a speditérskými firmami, většinou i s vestavěnými patry.
V roce 1871 most doplnil na jižní straně karlínský spojovací viadukt pro přímé spojení Buben a Libně bez nutnosti zajíždět na nádraží. Měří 351 m při průměrné výšce 8 m. Jeho klenby jsou z kamene (10 oblouků) a cihel (16 oblouků). Obsahoval také dva ocelové nýtované příhradové mosty. Mostní pole nad ulicí Pernerovou s rozpětím 29,51 m bylo v roce 1951 nahrazeno moderní svařovanou ocelovou konstrukcí se spřaženou železobetonovou deskou mostovky. Druhé pole nad ulicí Prvního pluku má rozpětí 22,83 m a bylo obnoveno v roce 1936.
V druhé polovině 19. století si položení třetí, posunovací slepé ocelové koleje na předmostí vynutilo kolem roku 1951 náhradu původního kamenného zábradlí úzkým zábradlím ocelovým, které v obloucích muselo být ještě vyloženo na železobetonové konzolky.
Na přelomu 19. a 20. století byly provedeny rozsáhlé úpravy toku Vltavy, tři ramena pod Negrelliho viaduktem v okolí bývalých Šaškových mlýnů severně od Pobřežní třídy byla zasypána, s nimi zanikly Kamenský, Papírnický, Jerusalemský i Rohanský ostrov a na rameni Vltavy jižně od ostrova Štvanice byly vybudovány plavební komory. V roce 1972 byla zrušena železniční trať na těšnovské nádraží, která viadukt na šíji mezi Rohanským a Jerusalemským ostrovem podcházela.
Již koncem 19. století se most stal předmětem kritiky jako překážka v rozvoji a prostupnosti města.
V přemostění Křižíkovy ulice byly v letech 1952–1954 pro zlepšení průjezdnosti motorových vozidel tři mostní oblouky zbořeny a proluka byla přemostěna trámovými překlady z předpjatého betonu. V roce 1981 byl podobný zásah proveden i na holešovické straně, nad Bubenským nábřežím.

### Povodeň 2002
Podobně jako Karlův most přestál v plném provozu i Negrelliho železniční viadukt povodeň v roce 2002, při níž byl zatopen téměř celý Karlín. Viadukt byl totiž navržen na základě čerstvých zkušeností z povodně v roce 1845. Tehdy hladina Vltavy dosáhla jen o několik desítek centimetrů níže. Povodeň z roku 2002 nepřekročila rezervu, plánovanou v projektu mostu.
V polovině 60. let byla, v rámci plánu na vybudování sítě podzemní tramvaje, zvažováno vedení trasy z Florence do Holešovic po Negrelliho viaduktu. To mohlo snížit pravděpodobnost výpadku dopravního spojení při povodních.

### Rekonstrukce 2017–2020
Již kolem roku 2010 byla zahájena příprava rekonstrukce mostu, ale v rámci úsporných opatření byla přerušena. Podle zprávy SŽDC (nynější Správa železnic) z ledna 2015 měla v lednu 2016 začít rekonstrukce mostu, dosud plánovaná na rok 2015. Projekt byl již hotový a výběrové řízení na zhotovitele mělo být vyhlášeno v polovině roku 2015. Koncem roku 2015 byla oprava odložena na jaro 2017, protože se SŽDC nepodařilo vykoupit potřebné pozemky, konkrétně kvůli jednomu pozemku, který leží v blízkosti mostu a patří soukromému majiteli. SŽDC údajně začátkem prosince 2015 uvedla, že ještě nebylo vyhlášeno výběrové řízení na dodavatele ani vydáno stavební povolení. Stavba byla rozdělena na dvě části, severní a jižní, přičemž pro jižní část bylo již řízení k získání povolení zahájeno. Drážní úřad zveřejnil stavební povolení pro 1. část stavby, v rozsahu od Holešovic k severní straně Křižíkovy ulice, vydané 12. listopadu 2015 na základě žádosti ze 14. listopadu 2014, stavebníkem byla SŽDC, zastoupená organizací SUDOP PRAHA a.s.
Oprava řešila nevyhovující stav mostní konstrukce, železničního svršku, zabezpečovacího, sdělovacího a silnoproudého zařízení a trakčního vedení, měla by být snížena i hlučnost provozu vlaků. Některé části mostů, například nejvíce poškozené oblouky na Štvanici, byly rozebrány a pak z očíslovaných kamenů znovu složeny. Ve dnech 16. a 17. února 2018 byla snesena dvě ocelová pole vložená do konstrukce mostu dodatečně pro překonání ulice Prvního pluku.
Podle SŽDC měly vlaky Praha – Kladno během výluky jezdit po trati Pražského Semmeringu z hlavního nádraží přes Smíchov a Zličín. Rekonstrukce měla trvat zhruba dva a půl roku. Zdržení opravy mostu nemělo mít vliv na dlouhodobě odkládanou modernizaci a dostavbu železniční tratě na ruzyňské letiště. Mohla však zdržet záměr oživení prostoru pod mostními oblouky i revitalizaci prostoru nádraží Praha-Bubny.
Rekonstrukce začala 4. července 2017 a trvat měla do září 2019. Došlo ale k jejímu prodloužení a prodražení kvůli tomu, že několik oblouků se ukázalo být v mnohem horším stavu, než s čím počítal projekt. Rekonstrukce byla dokončena během první poloviny roku 2020 a 1. června 2020 byl most otevřen pro dopravu. Po otevření byla na viaduktu zavedena traťová rychlost 60 km/h, což mělo přispět k výraznému zvýšení plynulosti i počtu vypravovaných vlaků. Zároveň jde o první modernizovaný úsek připravený na vyšší kapacitu spojů v projektu spojení na letiště Václava Havla a do Kladna.

## Vlastnické vztahy
Samotný most při transformaci státní organizace České dráhy na akciovou společnost České dráhy a státní organizaci SŽDC připadl Správě železniční dopravní cesty (nynější Správa železnic). Komplikované jsou však vztahy k pozemkům pod mostními oblouky a pilíři, které jsou zčásti v majetku Českých drah, a. s. a zčásti ve vlastnictví hlavního města Prahy.

## Využití oblouků

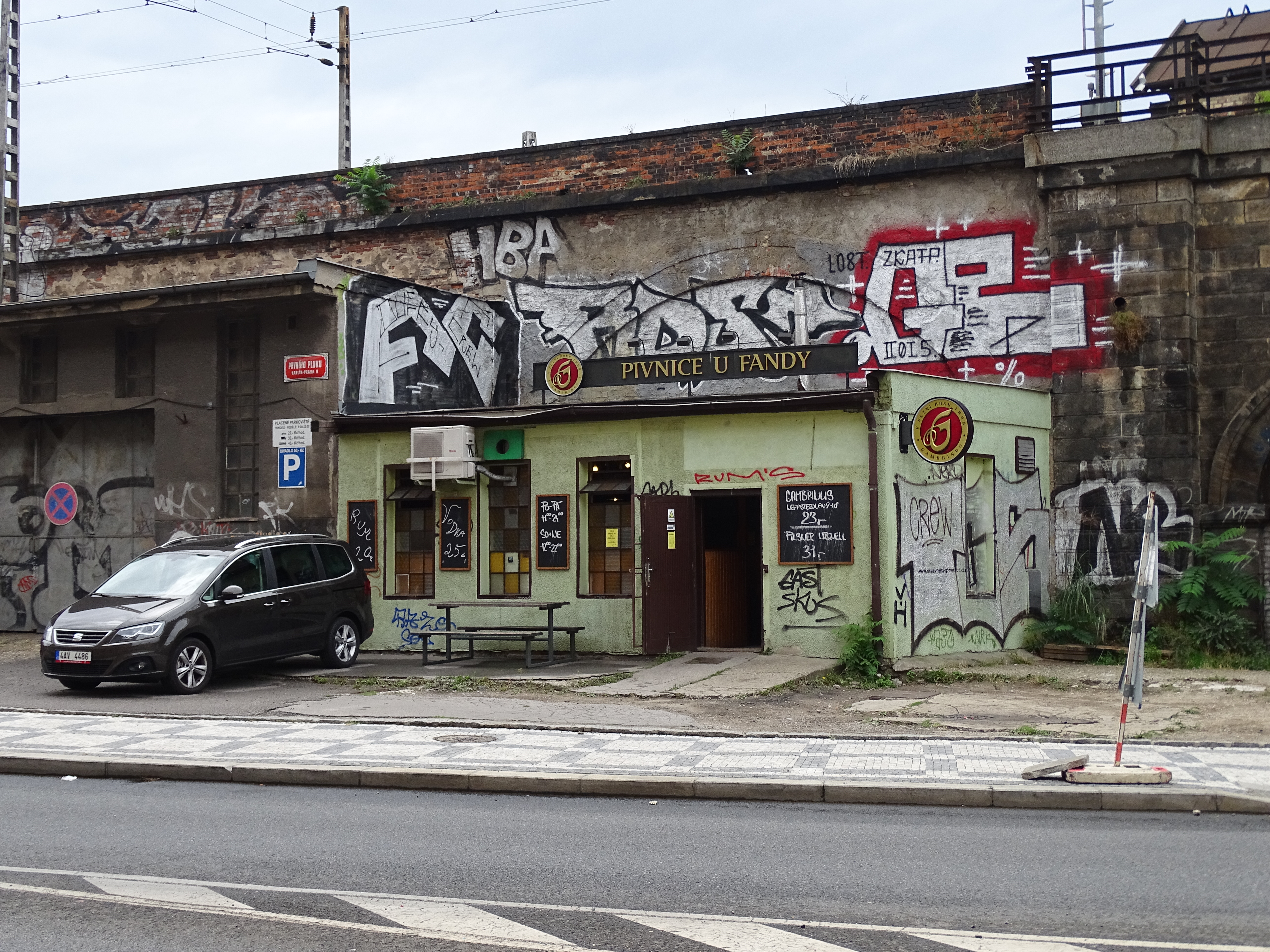
Pivnice U Fandy, přistavěná k prostoru pod obloukem mostu u ulice Prvního pluku

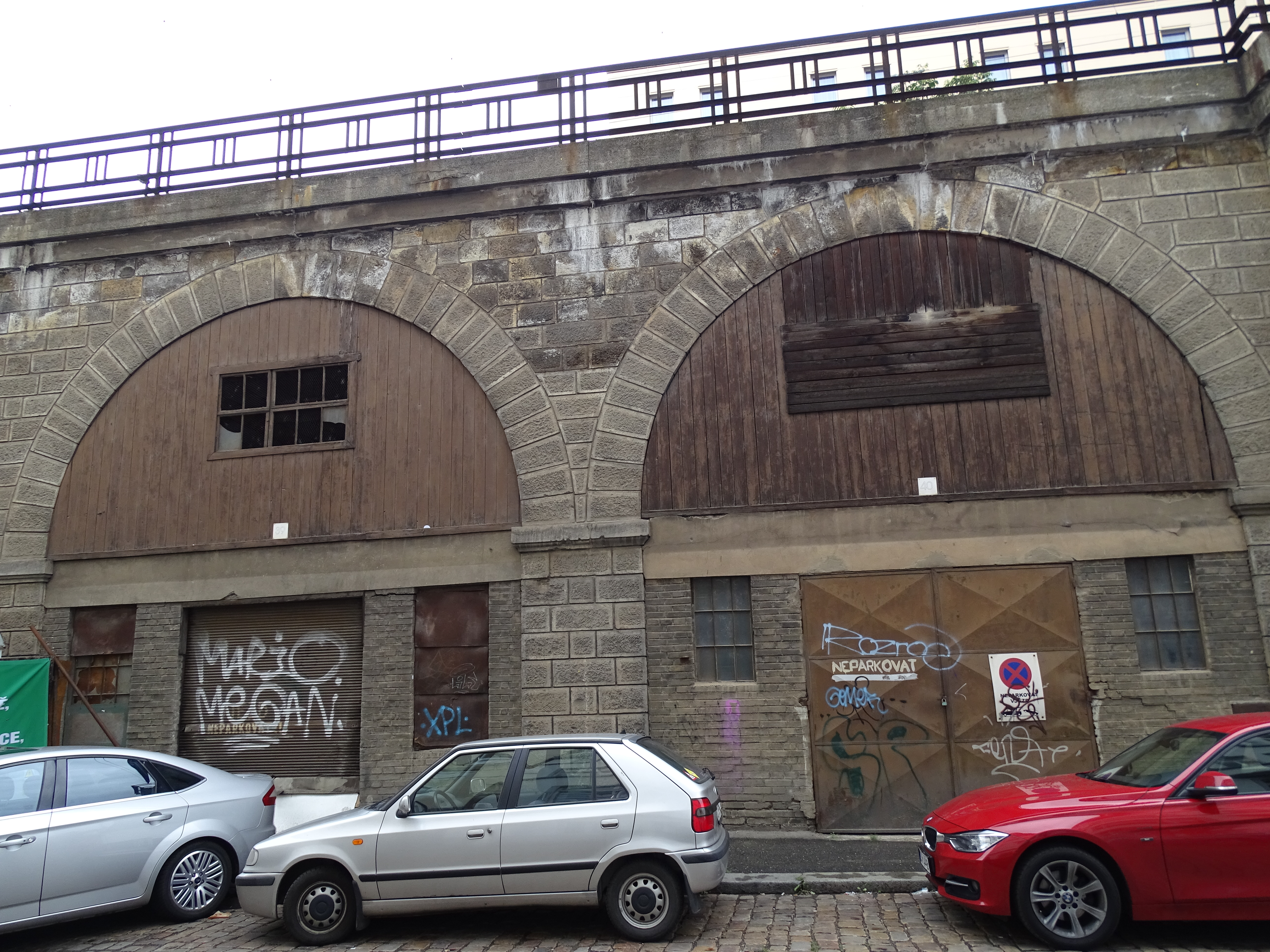
Bývalé typické zabednění oblouků

Prostory pod oblouky mostů zejména v oblasti Karlína byly postupně zabedněny, případně přepaženy nebo vybaveny vestavěnými patry, a využity jako kóje k různým účelům zejména řemeslníky a speditéry, jako skladové místnosti, garáže a různé provozovny, několik oblouků využívá pro své potřeby též přilehlé autobusové nádraží Florenc. Například v počátcích rozvoje automobilismu v roce 1906 zřídila firma Velox ve dvanácti obloucích mostu největší garáže v Rakousko-Uherské monarchii, a to s kapacitou 50 automobilů a 100 motocyklů. Na pronájem jednotlivých oblouků jsou uzavřeny nájemní smlouvy s různými osobami, některé oblouky jsou bez využití.
V roce 1996 se orgány města snažily s ČD, s. o. dohodnout koncepci dalšího využití prostoru pod oblouky, k dohodě však tehdy nedošlo. V letech 1999–2002 (tedy ještě před povodní roku 2002) byly mezi ulicemi Křižíkovou a Sokolovskou opět vybourány výplně mostních oblouků a tak obnoven průhled. V souvislosti se zamýšlenou rekonstrukcí mostu se městská část snažila u SŽDC prosazovat reprezentativnější využití, oblouků, například pro kavárny nebo butiky, navrhováno je též kulturní využití. Na popud městské části Praha 8 vypověděla SŽDC smlouvu na pronájem oblouku u Sokolovské ulice provozovateli sběrny surovin. Pověřenému správci, kterým jsou České dráhy, a. s., byl vydán pokyn, aby nebyly uzavírány nové nájemní smlouvy v obloucích viaduktu s tím, že se výhledově předpokládá jeho revitalizace. Složitá jednání pokračovala i po roce 2008. Stanislav Cubr ze SŽDC tehdy uvedl, že z technického pohledu, tedy snadnosti kontroly konstrukce viaduktu, by SŽDC vyhovovalo pokračovat ve vybourávání vestaveb a ponechat oblouky volné, ale že SŽDC se nebrání ani jednání o jiných variantách využití.

## Památková ochrana
22. prosince 1964 byl viadukt spolu s některými dalšími stavbami na trati zapsán do státního seznamu nemovitých kulturních památek, a to pod číslem 1-1554 jako „2 viadukty bývalé státní dráhy a most přes Vltavu“ a pod číslem 1-1581 jako „viadukt a most bývalé státní dráhy, viz Praha 7“. Poněkud chaotické vymezení kulturní památky bylo postupem času zpřesňováno a redukováno, takže aktuálně je kulturní památka registrována pod číslem 47337/1-1554 a názvem „Železniční most – Negrelliho viadukt, s viaduktem v Královské oboře a hradlem“. Viadukt se zčásti nachází též v památkové zóně Karlín.

## Odraz v kultuře
- Kamenickou dílnu pod širým nebem v místě Jerusalemského ostrova zachytil při stavbě mostu malíř Karel Robert Croll.
- V době svého vzniku byl most dobře viditelný, obdivovaný a často fotografovaný. Jeho vzhled ocenil umělecký historik Zdeněk Wirth jako projev monumentality empírového slohu v oblasti technických staveb.
- Ivan Hlas: Píseň Karlín, text: „Pod okny kolem šedejch domů, Evropu odděluje viadukt“[14]